# Sieltürmchen

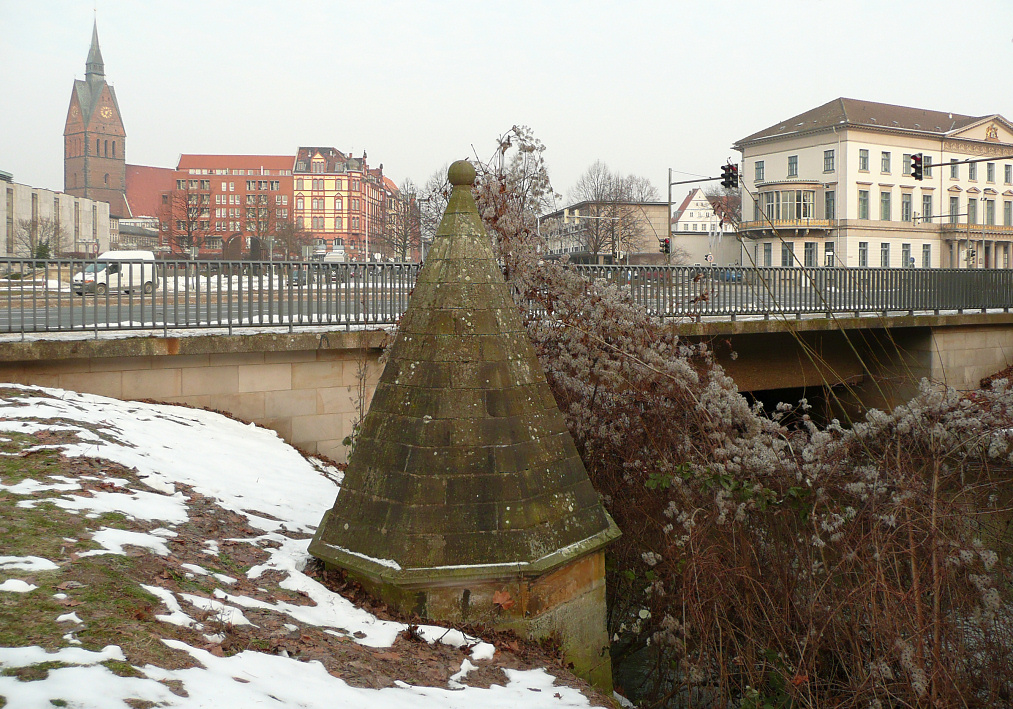
Das Sieltürmchen an der Leine, Teil der ehemaligen Stadtbefestigung Hannovers am ehemaligen Himmelreich, hier mit Blick in Richtung Karmarschstraße mit dem Wangenheimpalais (rechts), dem Niedersächsischen Landtag (links) und der Marktkirche

Das Sieltürmchen in Hannover ist als Sielmarkierung mit seiner etwa 20 Meter langen Wasser-Bähre der einzige sichtbare Rest der wasserbautechnischen Einrichtungen der ehemaligen Stadtbefestigung Hannovers. Standort der denkmalgeschützten Anlage aus dem 16. Jahrhundert ist die Culemannstraße am Westufer der Leine am südlichen Ende der Brücke zum Friedrichswall.

## Beschreibung und Geschichte
Die sichtbare, etwa 20 Meter lange, oben abgeschrägte Ufermauer an der Leine ist nur ein Teil der ehemals bastionären Verteidigungsanlage an dieser Stelle der Stadt. Gemeinsam mit der – heute zugeschütteten – anderen Hälfte der Steinmauer aus Quadern trennte die mit einem Durchlass zur Wasserstandsregulierung versehene Barriere den Hauptarm der Leine vom Ratsfischteich. Dieser war Teil des ehemaligen Stadtgrabens zwischen den beiden Armen der Leine, die die ehemalige Leineinsel Klein-Venedig bildeten, und wurde später verschüttet.
Das achteckige Sieltürmchen wurde der Bähre (auch: Bäre), dem Wasserdurchlass mit einer Stauvorrichtung im Türmchen zur Füllung oder Entleerung des 1588 eingerichteten Stadtgrabens und des späteren Ratsteiches, als architektonisch schmückende Bekrönungspyramide aufgesetzt und zeigt wasserseitig Bauinschriften, das Wappen der Stadt sowie Hochwassermarken aus der Zeit von 1588 bis 1783. Der Turmaufsatz wurde 1962 erneuert.